# 에르네스토 페레스
에르네스토 페레스 로보(스페인어: Ernesto Pérez Lobo, 1970년 9월 5일~)는 스페인의 유도 선수이다. 1996년 하계 올림픽에서 헤비급 은메달을 획득했다.